# Bombus persicus
Bombus persicus (saknar svenskt namn) är en insektsart i överfamiljen bin (Apoidea) och släktet humlor (Bombus) som lever i Sydvästasien.

## Beskrivning
Bombus persicus är svår att förväxla med någon annan humla: Hela kroppen är vithårig med undantag för huvudet, den bakre, inre delen av mellankroppen och de två sista tergiterna, som alla är svarta.
Två underarter är beskrivna: 
1. Bombus persicus persicus som har tergiterna 1 till 4 antingen vita med gula kanter, eller helt gula, och
2. Bombus persicus eversmanniellus Skorikov, 1923, som har tergiterna 1 till 4 vita utan några gula kanter, men de vita håren på tergit 2 har en inblandning av brunt.[4]

## Ekologi
Arten lever i bergen på höjder mellan 1 200 och 3 500 m, företrädesvis på bergsstäpper och i de subalpina skogarnas utkanter. Den besöker framför allt blommande växter från familjerna väddväxter (framför allt jättevädd), strävbladiga växter (i synnerhet tungor), korgblommiga växter, kransblommiga växter och ärtväxter.

## Utbredning
Bombus persicus finns i östra Turkiet, norra Iran, Azerbajdzjan, Armenien och Georgien. Av underarterna förekommer B. persicus persicus i större delen av det angivna utbredningsområdet, medan B. persicus eversmanniellus endast finns i Iran.